# سیارک ۲۰۹۶۳
سیارک ۲۰۹۶۳ (به انگلیسی: 20963 Pisarenko، نامگذاری:1977QN1) بیست هزار و نهصد و شصت و سومین سیارک کشف شده‌است که در ۱۹ اوت ۱۹۷۷ کشف شد.
قدر مطلق سیارک برابر ۳۳.۸ است.